# Río Ceballos
Río Ceballos es una ciudad de la provincia de Córdoba (Argentina), perteneciente al Departamento Colón. Se encuentra ubicada al pie de las Sierras Chicas, 35 km al norte de la capital provincial, junto con la cual forma parte (además de otras localidades) del Gran Córdoba.
Se accede a ella por la RP E 53 y luego de pasar el aeropuerto se recorren 17 km hacia el norte, o también desde la Ciudad de Córdoba, por la ruta RP E57, atravesando Villa Allende, Mendiolaza y Unquillo.
Río Ceballos está asentada sobre una ladera y converge sobre el arroyo que lleva su nombre, a través de ella cruza desde Unquillo la avenida San Martín, que termina su recorrido al pie del paredón del embalse del Dique La Quebrada. Sobre esta avenida se desarrolla casi toda la actividad comercial de esta ciudad.
Es también un importante destino turístico.

## Historia
Río Ceballos, antes "Estancia San Isidro" o Isquitipe (llamado así por los Sanavirones), no tiene fecha de fundación. Con la llegada de los conquistadores crece como una aldea espontánea.
Estos parajes tenían población de origen Sacate, Sanavirona y Comechingones o Camiares. De viviendas semi-enterradas, de madera y paja, para 8 personas. Cerca de Río Ceballos se pueden encontrar restos de esta cultura agroalfarera.

### Otros sucesos históricos importantes
Dentro de un contexto de un gobierno cívico-militar de facto (del 28 de junio de 1966 al 25 de mayo de 1973) en agosto de 1967, en un congreso realizado en Río Ceballos, unos setenta militantes de la Agrupación Peronista Lealtad y Lucha decidieron incorporar la faz armada a la lucha política, y en consecuencia conformaron una más de las tantas organizaciones socialistas político-militares del país. Por lo menos hasta fines de 1969 el desarrollo alcanzado por este aparato militar fue escaso.

## Población
De acuerdo al censo de 2022, la población fue de 26 775 habitantes.
Según el censo de 2010, la población total era de 20 242 habitantes, 9 740 hombres y 10 502 mujeres. 
El censo de población realizado a nivel provincial en el año 2008 había contado 18 939 habitantes, lo que representa un incremento del 33,07% respecto al conteo homólogo anterior, efectuado en 1996, cuando se registraron 14 232 pobladores. La tasa de crecimiento anual es del 2,76%.
A su vez, el censo de población nacional dio por resultado 16 632 habitantes (Indec, 2001), con un crecimiento intercensal de 29,91% frente a los 12 802 habitantes (Indec, 1991) del censo anterior.
La cantidad de viviendas es de 6 163 (INDEC, 2001), dato que resalta la importancia turística de esta villa serrana.
| Gráfica de evolución demográfica de Río Ceballos entre 1980 y 2022 |
|                                                                    |
| Fuente: censos nacionales del INDEC                                |

## Río Ceballos Turismo
A continuación se detallan algunos sitios de interés turístico:
- Cerro Ñu Porá
- Reserva Hídrica Natural Parque La Quebrada
- Cascada Los Hornillos
- Cascada Los Cóndores
- Quebrada de Tello
- Gruta Santa Teresita
- Gruta Itatí
- Paseo y Anfiteatro Jorge Newbery
- Villa Los Altos

### Cristo Ñu Porá: Vigía de Río Ceballos

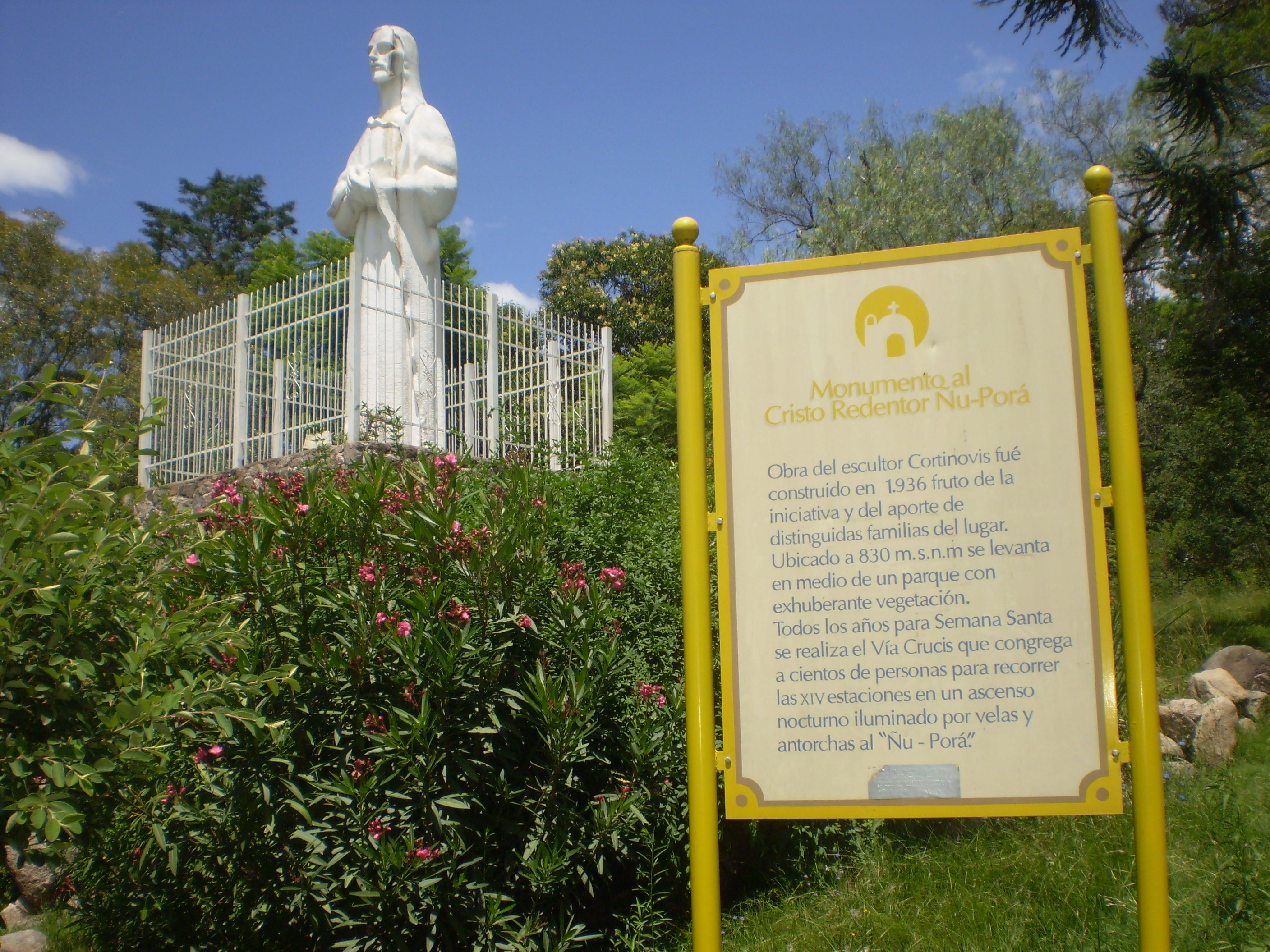
Cristo Ñu Porá, Río Ceballos Córdoba, Argentina

El Cristo Ñu Porá se alza, en el cerro homónimo, como un vigía omnipresente desde su posición a 830 metros sobre el nivel del mar. Obra del reconocido escultor Aurelio Cortinovis, la imponente imagen de 12 metros de altura ha sido testigo del desarrollo y transformación de la ciudad a lo largo de los años.
Su construcción, impulsada por un grupo de vecinos liderados por Amalia Ferreyra de Plasman y Elvira Martínez de Amuchástegui, se concretó en 1936, convirtiéndose en un símbolo de la fe y la identidad local.
El Cristo, con los brazos abiertos en señal de bendición, no solo ofrece una vista panorámica incomparable de Río Ceballos y las Sierras Chicas, sino que también se ha convertido en un punto de encuentro para la comunidad, un lugar de peregrinación religiosa y un escenario natural para eventos culturales.
Su imponente presencia ha inspirado a artistas, poetas y músicos, consolidándose como un ícono cultural de la región. El Cristo Ñu Porá es, sin duda, un legado invaluable para las futuras generaciones.

### Reserva Hídrica Natural Parque La Quebrada

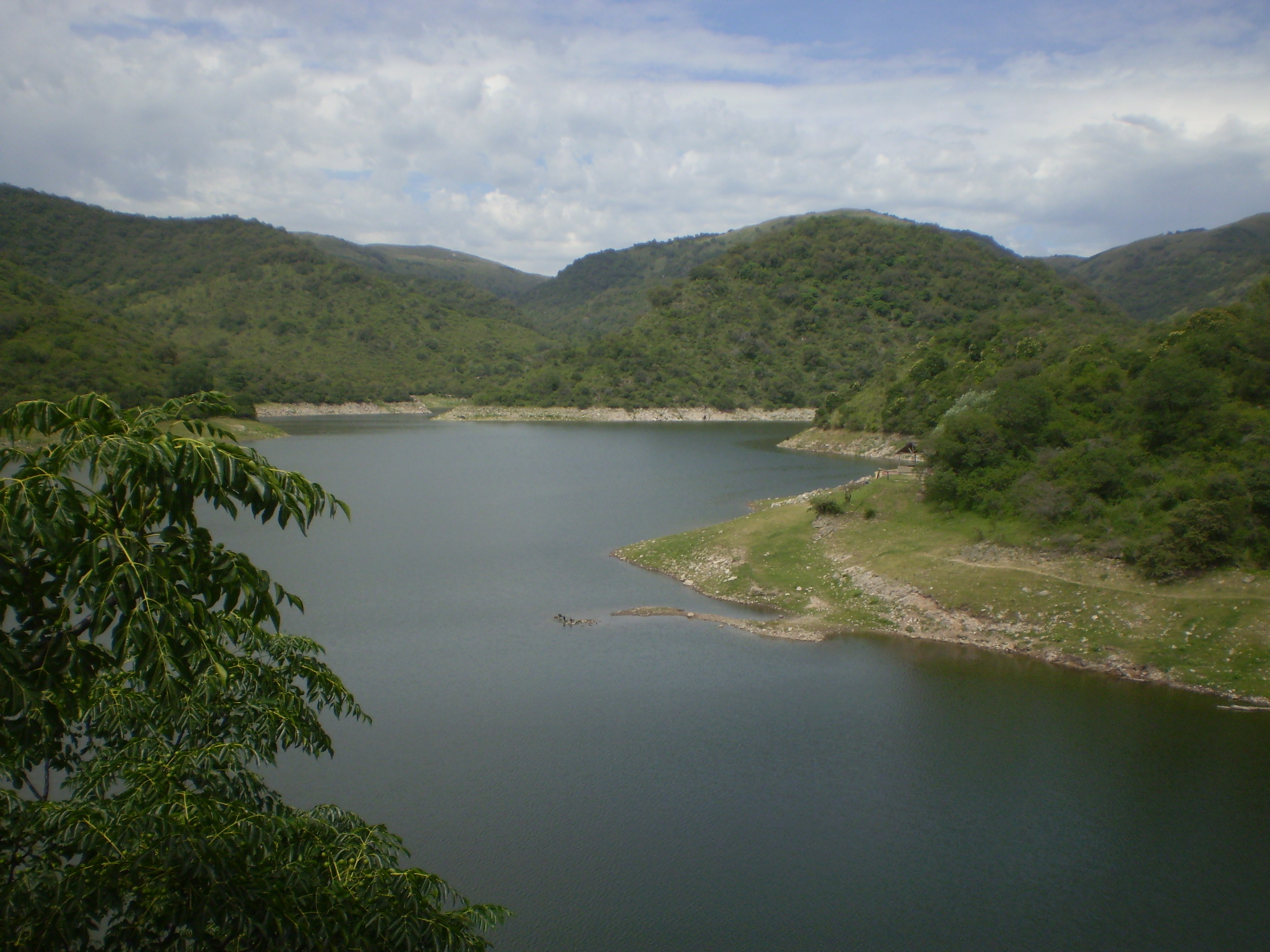
Embalse La Quebrada.

A 7 km, pasando por Río Ceballos se encuentra la Reserva Hídrica Natural Parque La Quebrada, con 4200 ha; lago y perilago (340 ha fiscales), mientras que la cuenca en su totalidad es de propiedad privada. La finalidad de la reserva es asegurar la provisión de agua al embalse del Dique La Quebrada en cantidad y calidad; prevenir la contaminación del agua en la cuenca y en el embalse y morigerar la erosión y sedimentación.

## Barrios
- Agua del Peñón
- Aires de Río (Horizonte)
- Alberdi
- Amuchástegui
- Bela Vista
- Bella Vista
- Buena Vista
- Cantegril
- Don Bosco
- Don Justo
- Ecobarrio Lomas del Chañar
- El Caracol
- El Cedro
- Isquitipi
- La Amistad
- La Lucinda
- La Quebrada
- Los Vascos
- Los Nogales Norte
- Los Nogales Sur
- Loza
- Lumierè Ville
- Marino
- Moreyra
- Nuevo Río Ceballos
- Ñu-Porá
- Pajas Blancas
- Parque Atalaya
- Parque Guerrero
- Parque Río Ceballos
- Parque Luján
- Pérez Taboada
- Pietri
- Ramenville
- Río Ceballos Norte
- Sábato
- San Cayetano
- San Francisco
- San José
- San Jorge
- San Miguel
- Santa Teresita
- Santa Fe
- Sarmiento
- Villa Corema
- Villa Los Altos
- Villa Catalina

### Transporte
- Empresa ERSA Autobuses
- Empresa Intercórdoba
- Empresa Fono Bus